# Sportpark De Toekomst
Der Sportcomplex De Toekomst (deutsch Sportkomplex Die Zukunft) ist eine Sportanlage in der niederländischen Gemeinde Ouder-Amstel, direkt südöstlich der Hauptstadt Amsterdam. Der Eigentümer ist die AFC Ajax NV. Der Betreiber ist der Fußballverein Ajax Amsterdam (kurz: AFC Ajax). Es ist das Trainingsgelände, die Jugendakademie und die Spielstätte verschiedener Mannschaften des AFC Ajax und bietet insgesamt 2250 Tribünenplätze. Seit der Saison 2009/10 trainiert die erste Männermannschaft regelmäßig auf dem Gelände. Des Weiteren trainieren und spielen hier die Jong Ajax, die zweite Männermannschaft, die Frauen des AFC Ajax Vrouwen, die vier Amateurmannschaften des Clubs (Ajax Zaterdag) sowie der komplette Jugendbereich (Ajax Jeugdopleiding) mit 14 Mannschaften.

## Geschichte
Der Verein ist bekannt für seine gute Jugendarbeit, die schon Spieler wie Johan Cruyff, Dennis Bergkamp, Marco van Basten, Patrick Kluivert, Clarence Seedorf, Edgar Davids, Frank Rijkaard, Edwin van der Sar, Matthijs de Ligt, Justin Kluivert, Rafael van der Vaart, Wesley Sneijder, Abdelhak Nouri, Maarten Stekelenburg und Nigel de Jong hervorgebracht hat. Anfang der 1990er Jahre wurde klar, dass der Jeugdcomplex Voorland (deutsch Jugendkomplex Voorland) zu klein geworden war. Es gab zu wenige Spielfelder für die Mannschaften. Einige Spiele mussten außerhalb ausgetragen werden. Eine neue, größere Anlage musste gebaut werden. Der Prozess wurde durch den absehbaren Umzug vom De Meer Stadion in die Amsterdam Arena beschleunigt. 1995 begann die Errichtung. Am 14. August 1996, dem Tag der Eröffnung des Stadions, wurde auch der von René van Zuuk entworfene Sportkomplex in Betrieb genommen. Der Sportcomplex De Toekomst liegt weniger als einen Kilometer von der neuen Spielstätte entfernt. Ursprünglich sollte er nur 600 m entfernt liegen, dies verhinderten aber Änderungen an den Plänen. Er besitzt u. a. ein 4000 m² großes Clubhaus, sieben Fußballfelder, davon zwei mit Kunstrasenfläche und eine Traglufthalle. Das Clubhaus verfügt über einen Fitnessraum sowie einen Kraftraum, Tagungsräume, Büros und eine luxuriöse Kantine, in der sich Spieler, Mitglieder, Fans und andere Besucher treffen. Auf dem Hauptplatz steht ein Zuschauerrang namens Bob Haarms Tribune, der nach Club-Legende Bobby Haarms (1934–2009) benannt wurde. Dort fand auch die Trauerfeier für Haarms statt. Der ehemalige Ajax-Kapitän Danny Blind enthüllte den Namen der Tribüne. Seit der Saison 2013/14 dürfen auch zweite Mannschaften, wie die Jong Ajax, in der zweitklassigen Eerste Divisie antreten. Dafür wurde im Sommer 2013 auf dem Hauptplatz eine Tribüne mit 800 Plätzen errichtet. Für die Gästefans schaffte man 100 Plätze. Neben der Tribüne wurde auch ein Bereich mit Kassenhäuschen gebaut, da die Spiele nicht mehr kostenlos anzuschauen waren. Der Club versucht die Trainerstellen auf der Anlage mit ehemaligen Ajax-Spielern zu besetzen, dies geht auf Johan Cruyff zurück.

## Galerie

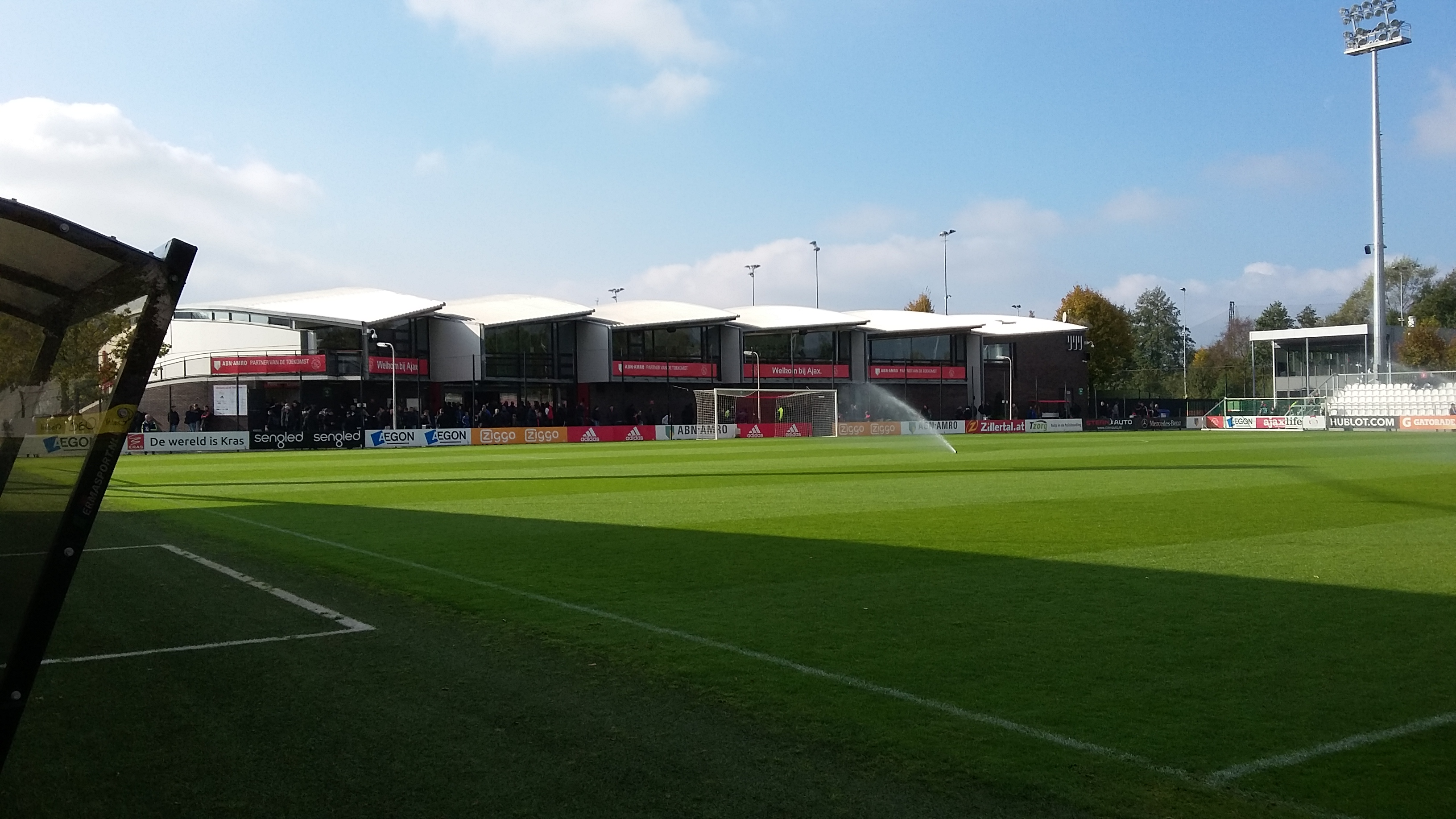
Das Clubhaus (Oktober 2016)
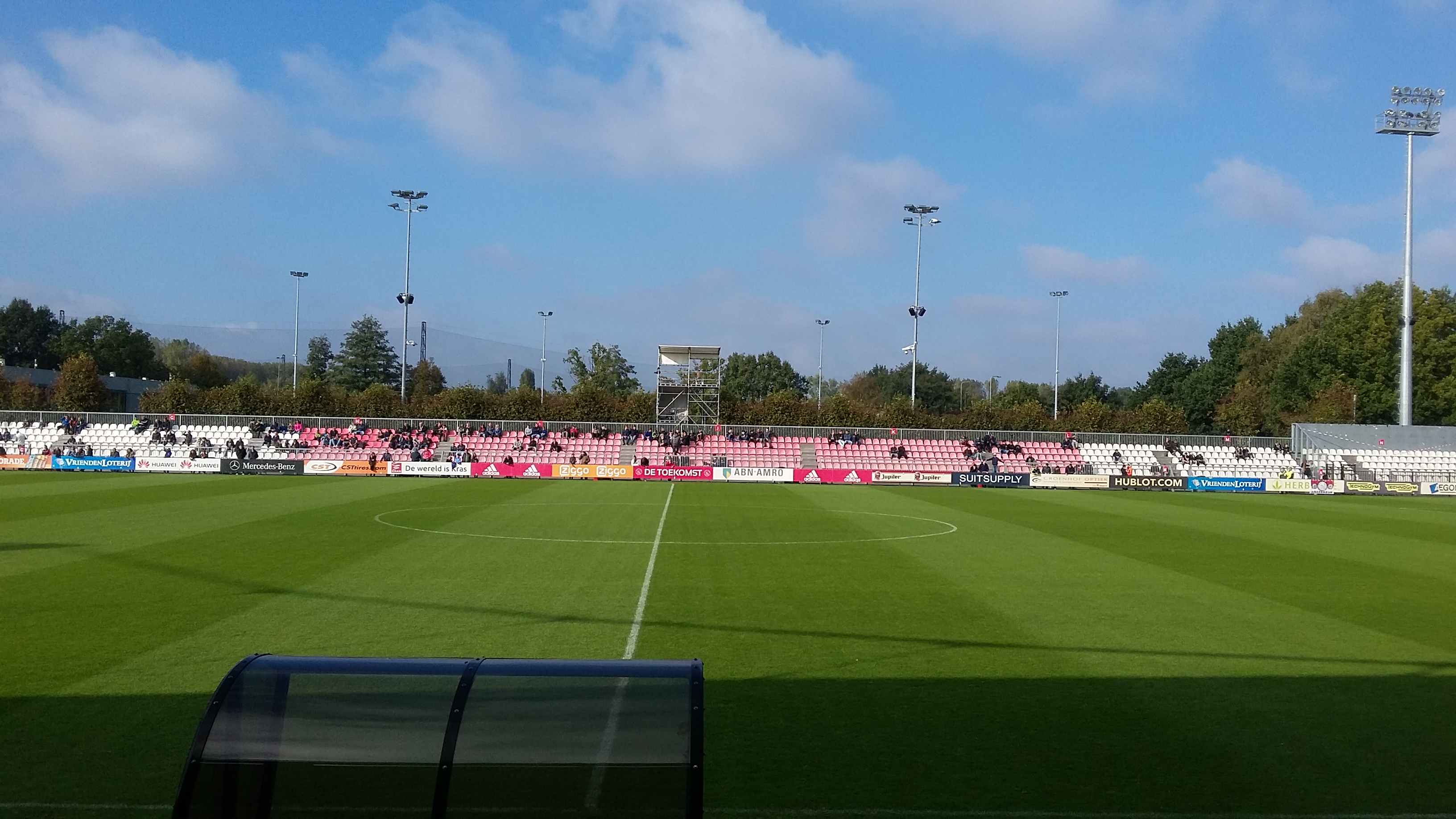
Die kleine Tribüne (Oktober 2016)
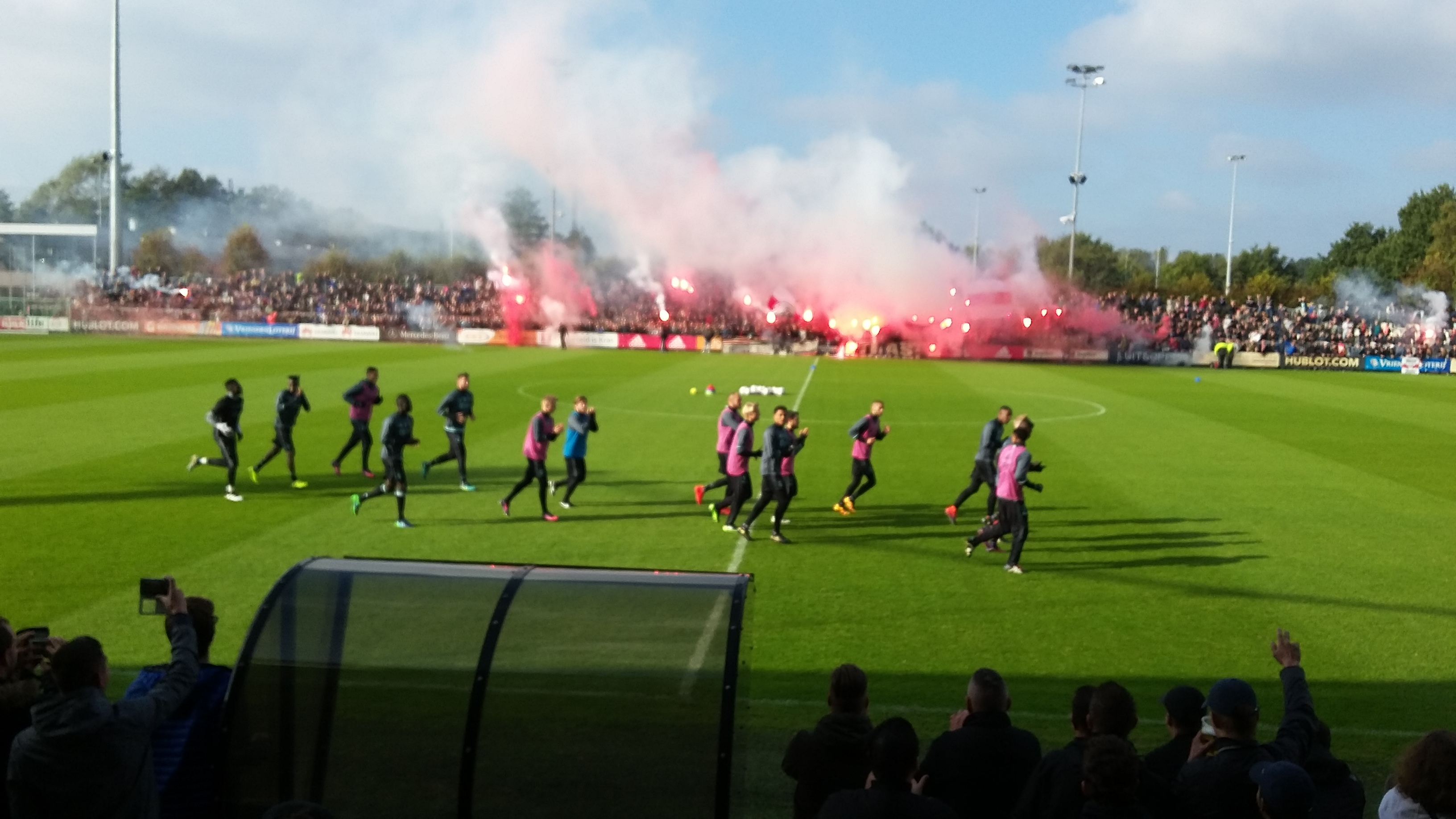
Öffentliches Training der ersten Mannschaft vor einem Spiel gegen Feyenoord Rotterdam (Oktober 2016)
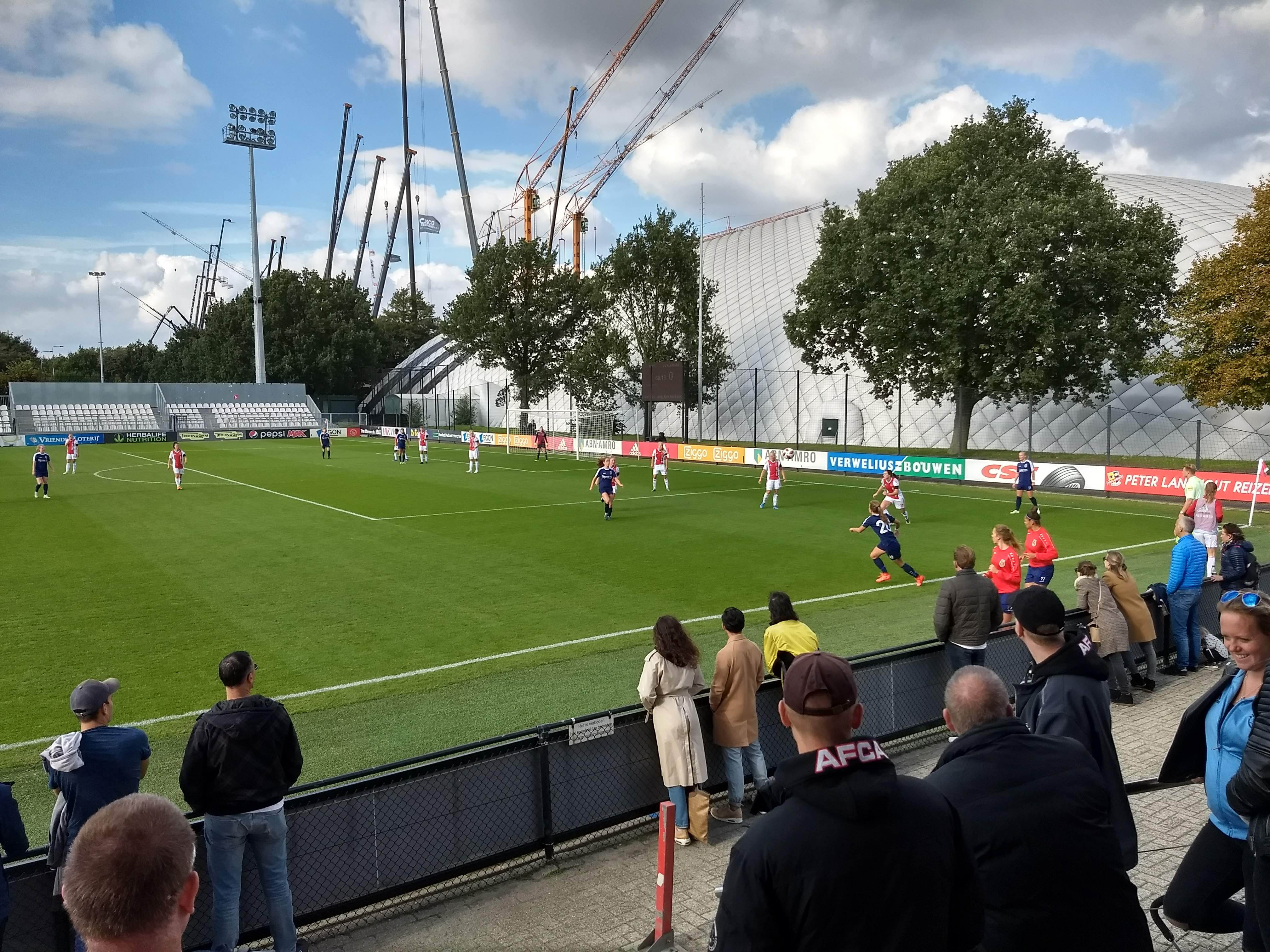
Ein Spiel der Frauen gegen AZ Alkmaar am 30. September 2018. Im Hintergrund ist die Traglufthalle zu sehen.
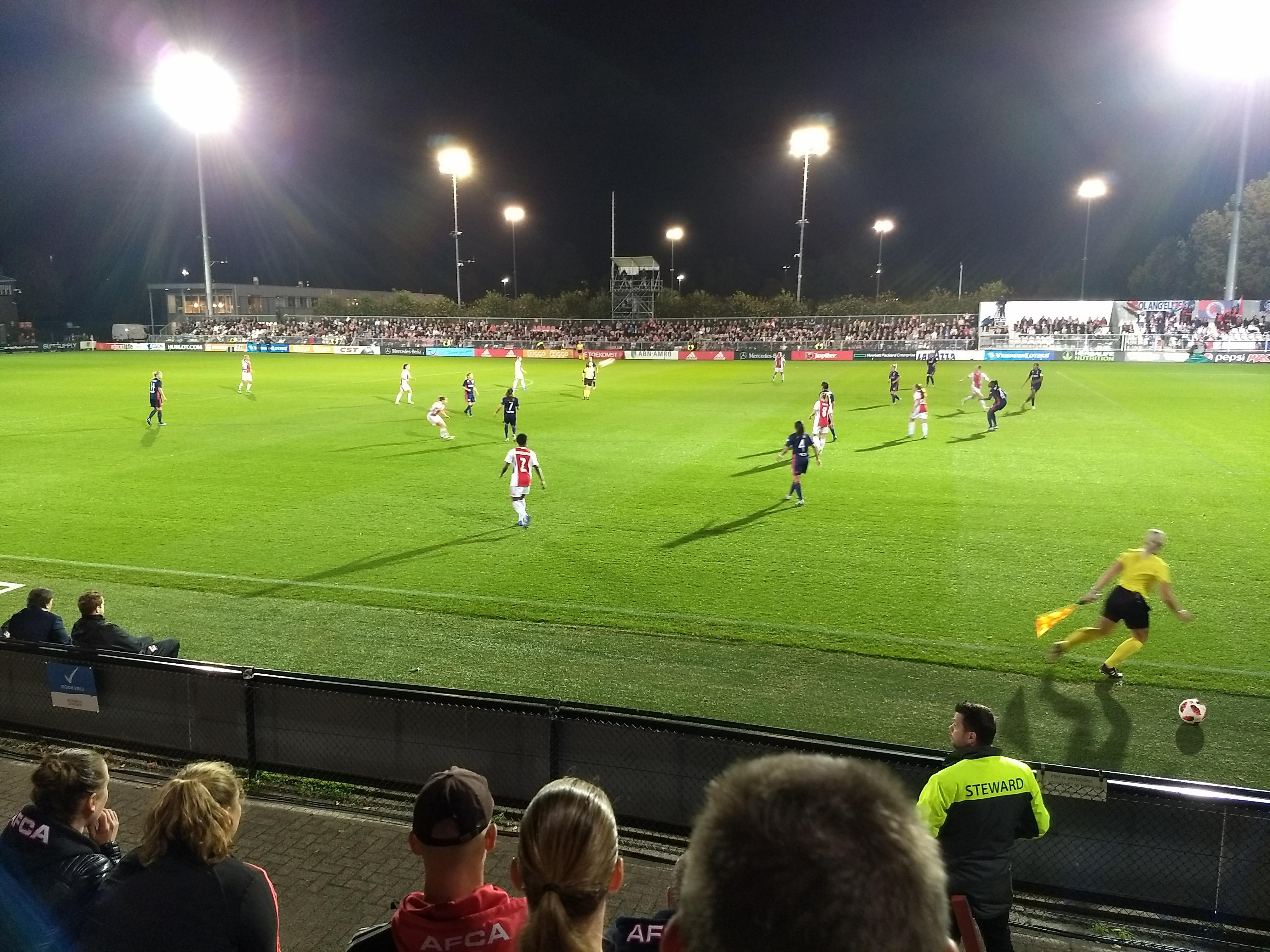
Spiel zwischen den Ajax-Frauen und Olympique Lyon im Achtelfinale der UEFA Women’s Champions League 2018/19 am 17. Oktober 2018